# Fiľakovské Kováče
Fiľakovské Kováče és un poble i municipi d'Eslovàquia. Es troba a la regió de Banská Bystrica. La primera menció escrita de la vila es remunta al 1246.

## Demografia
| Godina             | 1994 | 2004   | 2014   | 2024   |
| ------------------ | ---- | ------ | ------ | ------ |
| Nombre de persones | 880  | 898    | 915    | 918    |
| Diferència         |      | +2,04% | +1,89% | +0,32% |

| Godina             | 2023 | 2024   |
| ------------------ | ---- | ------ |
| Nombre de persones | 904  | 918    |
| Diferència         |      | +1,54% |